# Yankalilla District Council
Koordinaten: 35° 27′ S, 138° 20′ O

Der District Council of Yankalilla ist ein lokales Verwaltungsgebiet (LGA) im australischen Bundesstaat South Australia. Das Gebiet ist 751 km² groß und hat etwa 5200 Einwohner (2016).
Yankalilla liegt auf der Fleurieu-Halbinsel etwa 65 Kilometer südwestlich der Metropole Adelaide. Das Gebiet beinhaltet 25 Ortsteile und Ortschaften: Bald Hills, Bullaparinga, Cape Jervis, Carrickalinga, Deep Creek, Delamere, Hay Flat, Inman Valley, Myponga, Myponga Beach, Normanville, Pages Flat, Parawa, Randalsea, Rapid Bay, Second Valley, Sellicks Hill, Silverton, Talisker, Torrens Vale, Tunkalilla, Wattle Flat, Willow Creek, Wirrina Cove und Yankalilla. Der Verwaltungssitz des Councils befindet sich in Yankalilla im Zentrum der LGA.

## Verwaltung
Der Council von Yankalilla hat neun Mitglieder, die von den Bewohnern der vier Wards gewählt werden (je zwei aus Carrickalinga, Flinders und Hewett Ward, drei aus Bungala Ward). Diese vier Bezirke sind unabhängig von den Ortschaften festgelegt. Aus dem Kreis der Councillor rekrutiert sich auch der Mayor (Bürgermeister) des Councils.